# 荀悦
荀 悦（じゅん えつ、148年 - 209年）は、中国後漢末の人。字は仲豫。豫州潁川郡潁陰県（現在の河南省許昌市）の人。前漢を扱った編年史『漢紀』の編者。荀彧の従兄。

## 略歴
父の荀倹は荀爽ら兄弟八人で「八龍」と呼ばれたが、早くに亡くなった。また荀倹の父である荀淑は大将軍梁冀に睨まれた硬骨漢である。
荀悦は12歳にして『春秋』を読む事ができた。家が貧しくて書が無かったので、人の所に行って書を一読すると、大体暗誦することができた。沈着でうるわしい容貌であり、特に著述を好んだ。
霊帝の時代は宦官が権力を握っており、多くの者が退いて隠居していた。荀悦も病と称して隠居したので彼を知る者は無く、従弟（荀倹の弟の子）の荀彧だけが彼を特に尊敬していた。
荀悦は最初に鎮東将軍曹操の幕府に招かれ、その後黄門侍郎に遷った。献帝は文学を好んだので、荀悦は荀彧や少府孔融と共に献帝に講義をした。その後、昇進を重ねて秘書監、侍中となった。当時は権力が曹操に移っており、献帝はうやうやしくしていることしかできなかった。荀悦も献帝を補佐しようと思っても謀が用いられることもなかった。そこで荀悦は『申鑒』五篇を作って献帝に献上した。献帝はそれを見て喜んだ。
献帝は班固の『漢書』が大部であり文が多すぎると考えて荀悦に『左伝』の形式で『漢紀』を作るよう命じ、荀悦は『漢紀』30篇を完成させた。『漢紀』は『左伝』と同じ編年体で前漢二百余年の歴史を記したものである。
荀悦はこのほかに『崇徳』『正論』その他数十篇を著し、建安14年（209年）に62歳で死亡した。